# Appui feu

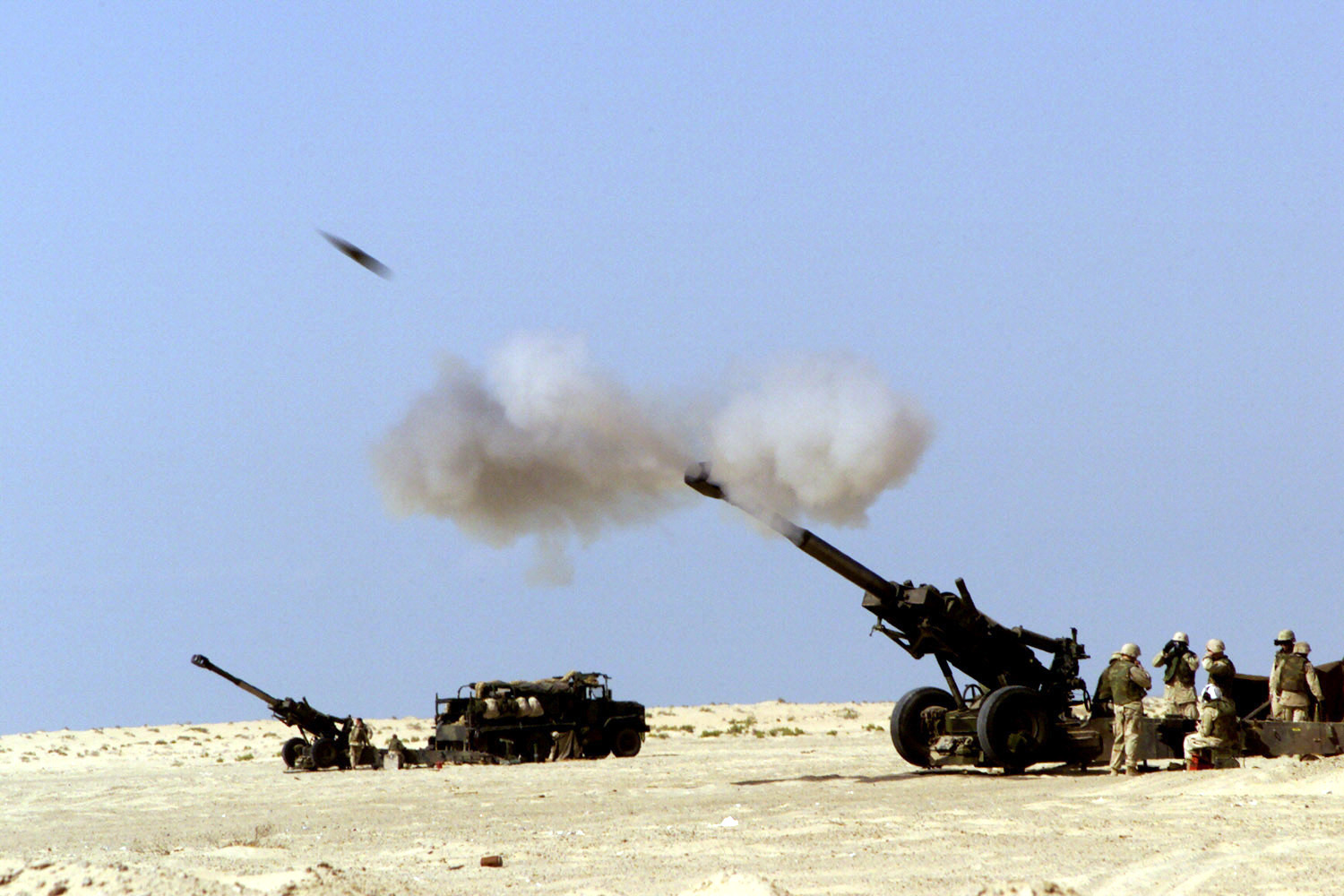
Un obusier M198 envoyant des obus de 155 mm pour procurer un appui feu d'artillerie.

L'appui feu est une technique militaire qui consiste à délivrer des feux (d'artillerie, de navires ou d'aéronefs), souvent de manière indirecte (sans que les armes ne soient en vue directe de la cible) pour appuyer les troupes au sol, que ce soit pour des missions offensives ou défensives. 

## Description
L'appui feu est défini par le département de la Défense des États-Unis comme « des feux qui soutiennent directement des forces d'opérations terrestres, maritimes, amphibies et spéciales pour engager des forces ennemies, des formations de combat et des installations dans la poursuite d'objectifs tactiques et opérationnels ». En règle générale, l'appui feu est assuré par de l'artillerie ou un appui aérien rapproché (généralement dirigé par un observateur avancé), et est utilisé pour préparer le champ de bataille ou, plus optimiste, pour déterminer l'issue de la bataille. Les navires de guerre, par exemple, fournissent depuis longtemps un soutien par des tirs navals. Les observateurs d'artillerie permettent d'ajuster le tir. L'appui feu est utilisé depuis l'avènement des canons de guerre comme artillerie. L'appui feu, comme extension, est le mariage de l'artillerie avec les forces au contact. C'est la capacité directe d'utiliser correctement l'artillerie. Il est distinct du tir direct, qui est fourni par les forces en contact. 
Les unités de mêlée utilisent souvent des équipes d'appui feu (ou Fire support Team - FST) montées sur des véhicules de soutien avancé pour observer et ajuster le tir. 